# Sent Prist (Dordonya)
Sent Prich las Faugieras (en francès Saint-Priest-les-Fougères) és un municipi francès situat al departament de la Dordonya i a la regió de la Nova Aquitània.

## Demografia
| 1962                                       | 1968 | 1975 | 1982 | 1990 | 1999 | 2007 |
| ------------------------------------------ | ---- | ---- | ---- | ---- | ---- | ---- |
| 592                                        | 538  | 508  | 485  | 443  | 412  | 391  |
| Des de 1962: població sense dobles comptes |      |      |      |      |      |      |

## Administració
| Període   | Identitat        | Partit |
| --------- | ---------------- | ------ |
| 1999-2008 | Marcel Forestier |        |
| 2008-     | Roger Brégéras   |        |

## Agermanament
- Romrod